# Да'Він Джой Рендольф
Да'Він Джой Рендольф (21 травня 1986 , Філадельфія, Пенсільванія ) — американська акторка та співачка. Вона отримала визнання критиків за роль скорботної матері у фільмі «Залишенці» (2023), який приніс їй премії «Золотий глобус», «Вибір критиків», «БАФТА», премію Гільдії кіноакторів, а також премію «Оскар» за найкращу жіночу роль другого плану.
Вперше отримала визнання за роль екстрасенса Оди Мей Браун у бродвейській постановці «Привид» (2012), за яку була номінована на премію «Тоні» за найкращу жіночу роль у мюзиклі. Далі знялася у фільмах «Цього ранку у Нью-Йорку» (2014) та «Новорічний корпоратив» (2016), після чого отримала визнання критиків за ролі у фільмах «Моє ім'я Долемайт» (2019) та «Сполучені Штати проти Біллі Голідей» (2020). 
Серед її телевізійних робіт — «Селфі» (2014), «Це — ми» (2016), «Люди Землі» (2016 —2017), «Імперія» (2017 —2018), «Меломанка» (2020), «Вбивства в одній будівлі» (2021 — дотепер) та «Ідол» (2023).

## Раннє життя та освіта
Рендольф, яка має афроамериканське походження, виросла у Філадельфії та Герші, штат Пенсильванія. Вона вступила до Темплського університету, щоб зосередитися на вокалі, але на молодших курсах переключилася на музичний театр. Після закінчення Темпл вступила до Єльської школи драми. Закінчила Єльський університет у 2011 році зі ступенем магістра. У юності відвідувала мистецький табір Interlochen Arts Camp, де вивчала театральне мистецтво.

## Фільмографія

### Фільми
| Рік  |    | Українська назва                    | Оригінальна назва                    | Роль                   |
| ---- | -- | ----------------------------------- | ------------------------------------ | ---------------------- |
| 2013 | ф  | Мати Джорджа                        | Mother of George                     | Марсея                 |
| 2013 | кф | Чистка: Ранок після                 | The Purge: The Morning After         | Де'Шондраніка          |
| 2013 | кф | Довга прогулянка                    | A Long Walk                          | Мама                   |
| 2014 | ф  | Цього ранку у Нью-Йорку             | The Angriest Man in Brooklyn         | медсестра Роуен        |
| 2016 | ф  | Секрети Емілі Блер                  | The Secrets of Emily Blair           | Фран                   |
| 2016 | ф  | Новорічний корпоратив               | Office Christmas Party               | Карла                  |
| 2019 | ф  | Моє ім'я Долемайт                   | Dolemite Is My Name                  | Леді Рід               |
| 2020 | ф  | Каймільйонер                        | Kajillionaire                        | Дженні                 |
| 2020 | ф  | Остання зміна                       | The Last Shift                       | Шазз                   |
| 2020 | мф | Тролі 2: Світове турне              | Trolls World Tour                    | Блісс Марина / Шелія Б |
| 2021 | ф  | Сполучені Штати проти Біллі Холідей | The United States vs. Billie Holiday | Розлін                 |
| 2021 | ф  | Винний                              | The Guilty                           | диспетчер ТЕЦ          |
| 2022 | ф  | Загублене місто                     | Beth Hatten                          | Бет Хаттен             |
| 2022 | ф  | Трохи білої брехні                  | A Little White Lie                   | Дельта Джонс           |
| 2022 | мф | Кіт у чоботях 2: Останнє бажання    | Puss in Boots: The Last Wish         | мама Луна              |
| 2022 | ф  | Трохи білої брехні                  | A Little White Lie                   | Дельта Джонс           |
| 2022 | ф  | На підході                          | On the Come Up                       | Пух                    |
| 2023 | ф  | Растін                              | Rustin                               | Махалія Джексон        |
| 2023 | ф  | Залишені                            | The Holdovers                        | Мері                   |

### Телебачення
| Рік       |    | Українська назва                     | Оригінальна назва                    | Роль                                                              |
| --------- | -- | ------------------------------------ | ------------------------------------ | ----------------------------------------------------------------- |
| 2013      | с  | Гарна дружина                        | The Good Wife                        | Марджі (епізод: «Досконаліший союз»)                              |
| 2013      | тф | Бренда Назавжди                      | Brenda Forever                       | Перлина                                                           |
| 2014      | с  | Теле-тато у відставці                | See Dad Run                          | Місіс Ротшильд (епізод: «Дивіться, як тато стає мамою в кімнаті») |
| 2014      | с  | Селфі                                | Selfie                               | Шармонік Вітакер (Головна роль)                                   |
| 2015      | с  | Життя по шматочках                   | Life in Pieces                       | Дженіс (епізод: «Дитячі секретні телефонні мікроби»)              |
| 2015—2017 | мс | Шоу містера Пібоді та Шермана        | The Mr. Peabody & Sherman Show       | Крістін / Еббі Фішер (головна роль)                               |
| 2016      | с  | Це — ми                              | This Is Us                           | Таня (постійний акторський склад (1 сезон))                       |
| 2016—2017 | с  | Люди Землі                           | People of Earth                      | Івонн Вотсон (головна роль)                                       |
| 2017      | с  | Віцепрезидент                        | Veep                                 | Роберта Вінстон (епізод: «Катар»)                                 |
| 2017—2018 | с  | Імперія                              | Empire                               | Пиріжок (постійний акторський склад (4 сезон))                    |
| 2018      | мс | Дім: Пригоди з Tip & Oh              | Home: Adventures with Tip & Oh       | Кріс (епізод: «Як мати, як вогненна яма»)                         |
| 2019      | с  | Як стати Богом у Центральній Флориді | On Becoming a God in Central Florida | Ронда (періодичний актриський склад)                              |
| 2020      | с  | Меломанка                            | On Becoming a God in Central Florida | Шеріз (основний акторський склад)                                 |
| 2020—2022 | мс | Мадагаскар: Трохи дикий              | Madagascar: A Little Wild            | Рейнджер Хуп (періодичний актриський склад)                       |
| 2021      | мс | Tuca & Bertie                        | Tuca & Bertie                        | Тамаринда Тукан (2 епізоди)                                       |
| 2021      | мс | Ультра Сіті Сміттс                   | Ultra City Smiths                    | Детектив Ґейл Джонсон (основний акторський склад)                 |
| 2020      | с  | Останній O.G.                        | The Last O.G.                        | Візі (основний акторський склад)                                  |
| з 2021    | с  | Вбивства в одній будівлі             | Only Murders in the Building         | Детектив Вільямс (періодичний акторський склад)                   |
| 2021—2022 | мс | Чиказька тітонька-вечірка            | Chicago Party Aunt                   | Тіна (основний акторський склад)                                  |
| з 2022    | мс | Пташеня                              | Birdgirl                             | Різні ролі (періодичний акторський склад)                         |
| 2023      | с  | Ідол                                 | The Idol                             | Доля (періодичний акторський склад)                               |